# Antoni Mikołaj Ogrodowicz
Antoni Mikołaj Ogrodowicz h. Brochwicz (ur. 6 kwietnia 1846 w Parlinie, zm. 26 maja 1927 w Fabiankach) – polski szlachcic, ziemianin, uczestnik powstania styczniowego, kawaler Orderu Virtuti Militari.

## Życiorys
Był synem Antoniego Napoleona Ogrodowicza (1806-1850), dzierżawcy folwarku Parlin i Apolonii Łebińskiej (ok. 1810). Pochodził z rodziny o tradycjach patriotycznych. Jego ojciec oraz stryj Maksymilian wzięli udział w powstaniu listopadowym i powstaniu wielkopolskim 1846 roku. Ten drugi poległ w bitwie pod Sokołowem w czasie drugiego powstania wielkopolskiego. Dziadek Franciszek Ogrodowicz był weteranem insurekcji kościuszkowskiej, zaś pradziadek Karol Ogrodowicz burmistrzem Pyzdr i sygnatariuszem Konstytucji 3 maja.
Krótko po narodzinach Antoniego, rodzina Ogrodowiczów przeniosła się do Słowikowa k. Trzemeszna. W 1856 r. Ogrodowicz przystąpił do nauki w trzemeszeńskim gimnazjum, pomieszkując na stancji. Był członkiem działającego przy gimnazjum Towarzystwa Narodowego im. Tomasza Zana.
Po wybuchu powstania, wziął udział w wyprawie trzemeszeńskich gimnazjalistów. W powstaniu wziął udział także jego brat Władysław Stanisław Wojciech (1841-1883). Następnie walczył w bitwie pod Grochowiskami (18 marca) i Olszakiem (22 marca) w oddziale Edmunda Callier. Za męstwo okazane na polu tej bitwy został mianowany podoficerem w kompanii strzelców. W potyczce pod Ślesinem (31 marca) został ranny w łydkę, co potwierdza w swoich wspomnieniach Teodor Żychliński. Później brał udział w bitwach: pod wsią Ruszków (oddział Józefa Seyfrieda); pod Brdowem (29 kwietnia, oddział Léona Young de Blankenheim); pod Ignacewem (8 maja); pod Kleczewem i pod Izbicą. Po tej ostatniej został mianowany porucznikiem. W drugiej połowie roku przeszedł do podziemia. Następnie został powołany do transportu broni w ramach służby organizacyjnej. W tym czasie ukrywał się w majątku Stanisława Poleskiego (wł. Ludwika Antoniego Poleskiego) w Kałęczynie. Poleski był współkonspiratorem jego ojca i stryja w czasie powstania wielkopolskiego 1846 roku.

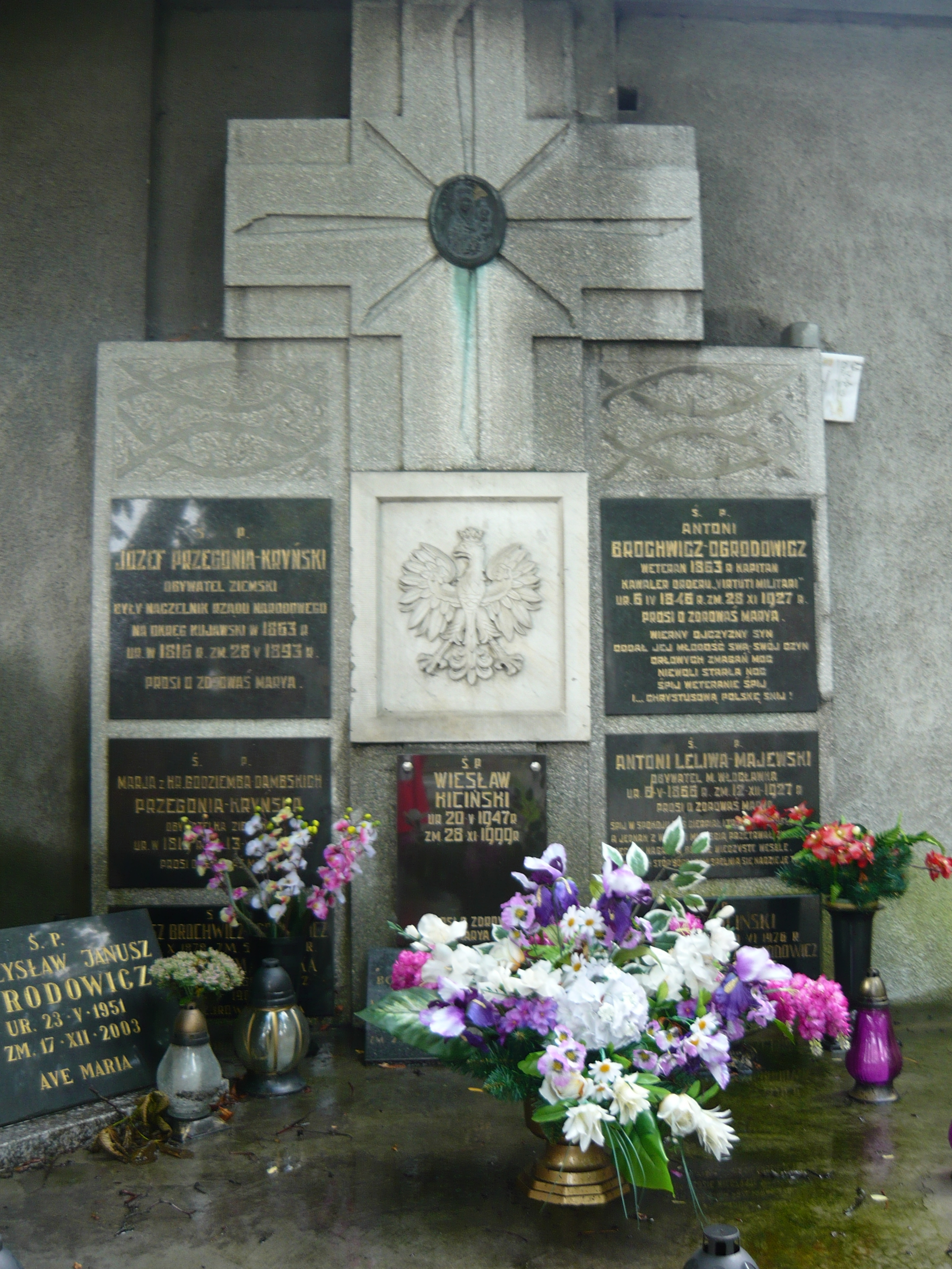
Grób rodziny Ogrodowiczów na cmentarzu komunalnym we Włocławku

Po upadku powstania, wiosną 1864 roku przedostał się do Prus. W Poznaniu pracował w zakładach Hipolitach Cegielskiego. Po ślubie w 1870 r. zamieszkał na terenie zaboru rosyjskiego. Mimo to aż do 1910 roku pozostawał obywatelem pruskim. Między 1871 a 1884 rokiem przebywał we wsiach Ostrowąs (1871), Wysocin (1875-1877) i w Łodzi (1878). Do 1884 roku nabył i osiadł w majątku Besiekierz Gorzewo (ob. część wsi Besiekierz Nawojowy). Po śmierci żony w 1910 roku sprzedał majątek i przeprowadził się do Fabianek, gdzie trudnił się jako rządca majątku. Już wcześniej mieszkał tu Ignacy Ogrodowicz, syn Michała i Katarzyny Niepolskich. Zmarł 28 listopada 1927 roku. Pochowano go na cmentarzu komunalnym we Włocławku, w kw. 42/12/193. Na grobie rodziny Ogrodowiczów widnieje m.in. płaskorzeźba Matki Boskiej Częstochowskiej oraz Orła Białego.
Za udział w powstaniu, 26 maja 1923 r. marszałek Józef Piłsudski odznaczył go Orderem Virtuti Militari V Klasy (Srebrnym). W okresie II Rzeczypospolitej przysługiwał mu stopień porucznika weterana.
Jego nazwisko znalazło się wśród weteranów upamiętnionych na odsłoniętej w 2017 roku tablicy na Pomniku Kujawskich Obrońców Ojczyzny na terenie Kujawskiego Muzeum Oręża Nauki i Techniki w Redeczu Krukowym.

## Rodzina
27 kwietnia 1870 roku w parafii św. Mateusza Apostoła w Bądkowie poślubił Helenę Kryńską (1848-1910). Świadkiem na ślubie był wspomniany powstaniec, Stanisław Poleski. Ojcem Heleny był Józef Przegonia-Kryński (1816-1893), naczelnik rządu narodowego na okręg kujawski w 1863 roku. Para miała dziewięcioro dzieci: Irenę Oktawię Jadwigę (1871-?), zamężną Grams; Władysława; Witolda; Tomasza Alfreda (1875-?); Stefana Filipa (ok. 1877-1931); Marię Teresę Helenę, zamężną Majewską (1877-1961); Janusza (1878-1956); Helenę Antoninę Reginę (1882-1902) i Józefa Antoniego Wiesława (1883-1948). Po śmierci Antoniego, majątek w Fabiankach przejęli synowie Janusz i Wiesław. Synem Janusza Ogrodowicza był Jerzy Władysław Ogrodowicz (1918-1983), łącznik Armii Krajowej. Aresztowany 5 maja 1943 r. na ziemi dobrzyńskiej, był przetrzymywany w Lipnie i Grudziądzu, a następnie od lipca do sierpnia w obozie koncentracyjnym Stutthof. W późniejszym czasie był członkiem ORMO (1961-1983).
Helena Ogrodowicz wraz z córką, także Heleną, pochowana jest w zabytkowym grobie na cmentarzu parafialnym w Giecznie. Córka pochowana jest pod imieniem Halina.
Historia rodu Ogrodowiczów z uwzględnieniem walk Antoniego w powstaniu styczniowym została spisana w 1976 r. przez jego wnuka Erazma Jana Ogrodowicza (1907-1982).